# 액션 영화

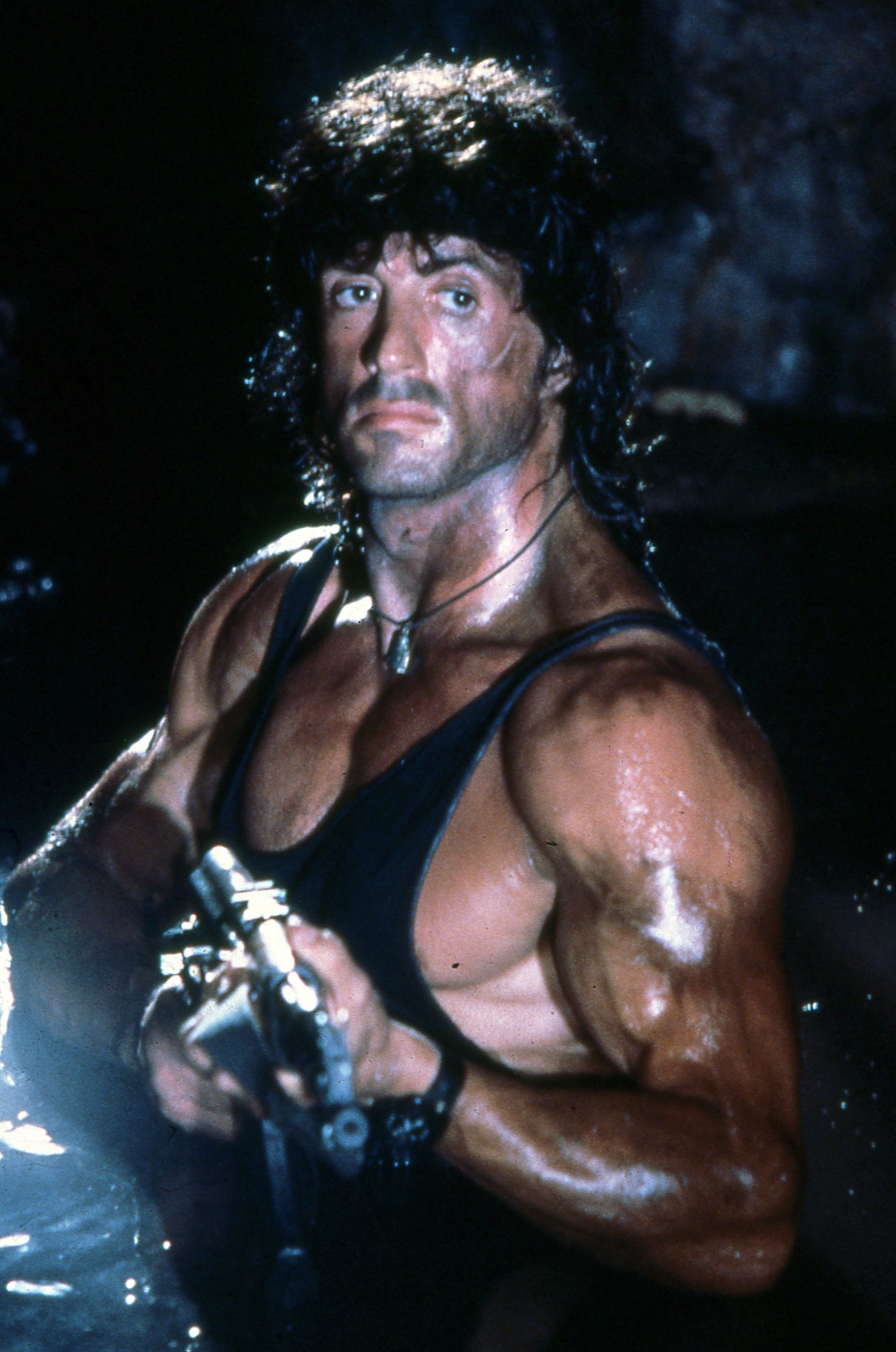
람보 3(1988년)에서 존 람보 역을 맡은 실베스터 스탤론. 이 영화는 프로모션과 영화 평론 측면에서 액션이라는 용어가 일상적으로 고유한 장르가 된 10년 동안 개봉되었다.

액션 영화(영어: action film)는 주로 추격 장면, 싸움, 총격전, 폭발, 스턴트 작업을 특징으로 하는 영화 장르이다. 액션 영화를 구성하는 요소에 대한 구체적인 내용은 1980년대부터 학문적 논쟁을 벌여왔다. 데이비드 보드웰(영어: David Bordwell)과 같은 일부 학자들은 이 영화가 스토리텔링보다 스펙터클을 선호하는 영화라고 제안한 반면, 제프 킹(영어: Geoff King)과 같은 다른 학자들은 스펙터클의 장면을 스토리텔링에 맞출 수 있다고 말했다. 액션 영화는 종종 다른 장르와 혼합되어 모험 영화, 코미디 영화, SF 영화, 공포 영화에 이르기까지 다양한 형태로 혼합된다.
'액션 영화'나 '액션 모험 영화'라는 용어는 이미 1910년대부터 사용됐지만, 현대의 정의는 대개 뉴 할리우드의 도래와 후기 미국영화에 등장하는 반영웅의 등장과 함께 나온 영화를 가리킨다. 1960년대와 1970년대에는 전쟁 영화, 범죄 영화, 서부 영화를 소재로 삼았다. 이러한 장르는 1980년대에 "고전 시대"라고 불리는 시대로 이어졌다. 그 뒤를 이어 미국 액션 영화가 홍콩 액션 영화의 영향을 받고 영화에서 컴퓨터 생성 이미지의 사용이 증가하는 고전 이후 시대가 이어졌다. 9·11 테러 이후 킬 빌(Kill Bill)과 익스펜더블(The Expendables) 영화를 계기로 장르의 초기 형태로의 복귀가 나타났다.
스콧 히긴스(영어: Scott Higgins)는 2008년 시네마 저널(Cinema Journal)에서 액션 영화가 현대 영화 장르 중 가장 인기 있고 대중적으로 조롱되는 장르 중 하나라고 썼으며, "주류 담론에서 이 장르는 세밀하게 조정된 내러티브보다 스펙터클을 선호한다는 이유로 정기적으로 비난을 받는다."라고 썼다. 보드웰은 자신의 저서 《할리우드가 말하는 방식》(The Way Hollywood Tells It)에서 이 장르에 대한 수용이 "할리우드가 최악의 일을 하는 것의 상징"이라고 적으면서 이를 반영했다.

## 역사
초국적 영화에서 액션 영화에는 두 가지 주요 경향이 있다. 하나는 헐리우드 액션 영화와 그 스타일이 세계적으로 모방되고 있다는 것이고, 다른 하나는 중국어 무협영화이다. 액션 영화의 뿌리는 영화의 시작으로 이어지지만, 액션 영화가 서부영화, 스워시버클러, 모험영화 등 다른 유형의 영화들의 집합체가 아닌 자신만의 장르로 자리매김한 것은 20세기 중반에 이르러서였다. 영화는 이미 1910년대부터 "액션 영화" 또는 "액션 모험 영화"로 묘사되었다. 1980년대가 되어서야 액션이라는 용어가 프로모션 및 리뷰 관행 측면에서 일상적으로 사용되는 고유한 장르로 사용되었다.

## 평가
1960년대 중반 이전에 제작된 대부분의 무술 영화는 광둥어로 제작되었다. 이에 비해 중국어 영화는 전후 상하이 영화 인재의 유입으로 인해 홍콩 영화의 필수적인 부분이었다. 이 영화는 자신을 현대 무술 영화보다 우월하다고 생각하는 교육을 많이 받고 세련된 중산층 청중을 대상으로 했다.
스콧 히긴스는 2008년 시네마 저널(Cinema Journal)에서 할리우드 액션 영화가 현대 영화 장르 중 가장 인기 있고 대중적으로 조롱되는 장르 중 하나라고 썼으며, "주류 담론에서 이 장르는 세밀하게 조정된 내러티브보다 스펙터클을 선호한다는 이유로 정기적으로 비난을 받는다."라고 썼다. 보드웰은 자신의 저서 할리우드가 말하는 방식(The Way Hollywood Tells It)에서 이 장르에 대한 수용이 "할리우드가 최악의 일을 하는 것의 상징"이라고 적으면서 이를 반영했다.
태스커(Tasker)는 액션 및 모험 영화가 상을 받을 때 시각 효과 및 음향 편집과 같은 부문에 속하는 경우가 많다고 썼다.

### 호평을 받은 액션 영화
타임아웃 매거진이 배우, 평론가, 영화제작자, 스턴트맨 등 액션영화 분야 전문가 50명을 대상으로 설문조사를 실시했다. 여론 조사에 선정된 101편의 영화 중 역대 최고의 액션 영화 10위로 선정된 영화는 다음과 같다.
1. 다이하드
2. 에이리언 2
3. 7인의 사무라이
4. 와일드 번치 (영화)
5. 폴리스 스토리
6. 용쟁호투
7. 매드 맥스 2
8. 첩혈속집
9. 터미네이터 2
10. 레이더스 (영화)

## 같이 보기
- 액션물
- 영화 장르